# Pieve di Santo Stefano (Rapallo)
La pieve di Santo Stefano - detto anche oratorio dei Neri - è un luogo di culto cattolico situato nel centro storico del comune di Rapallo, tra via Magenta e vico della Rosa, nella città metropolitana di Genova. Fa parte del complesso anche la vicina torre Civica, risalente al 1443.

## Storia

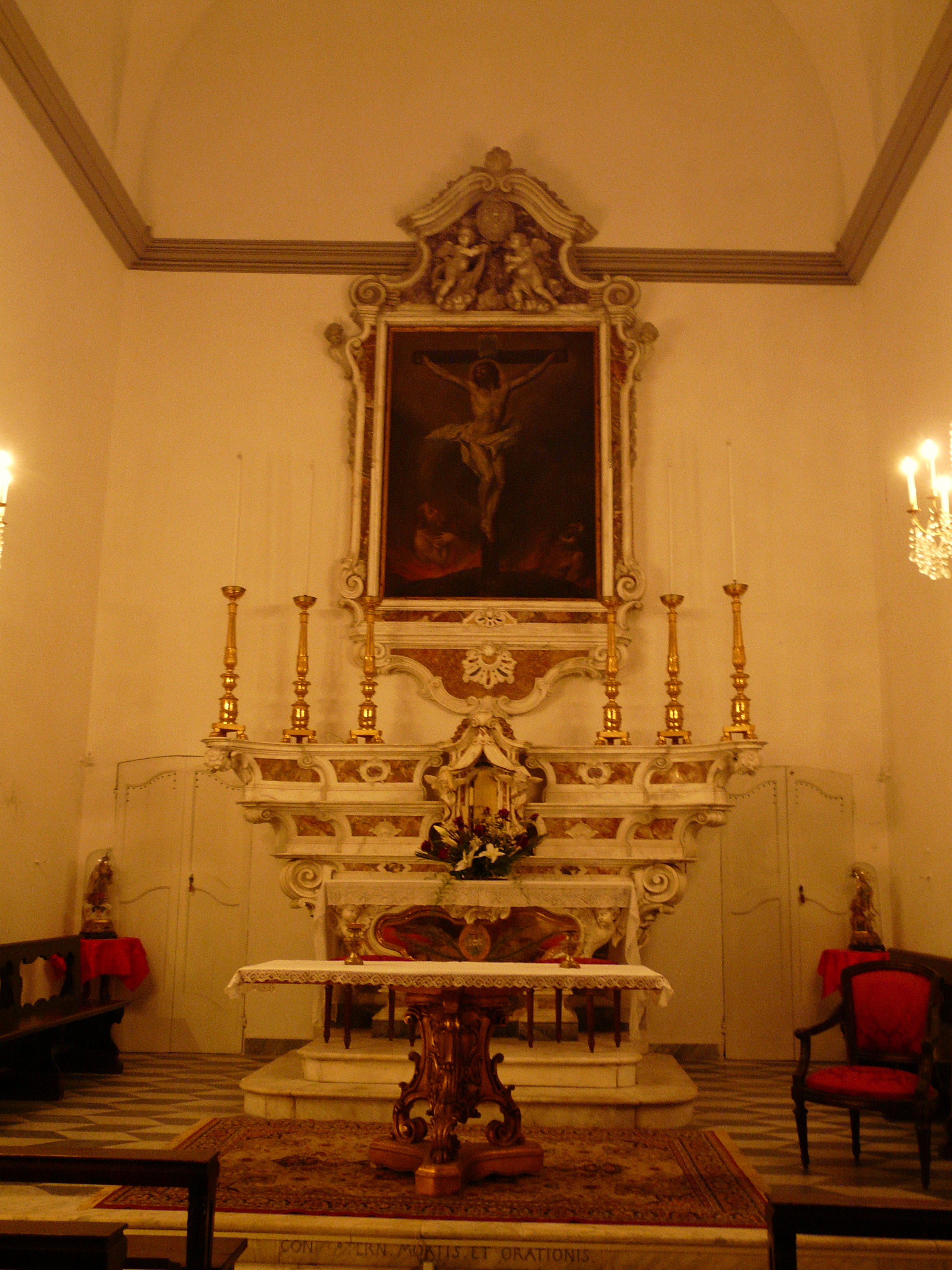
L'altare maggiore

Secondo le principali fonti storiche cittadine, la pieve di Santo Stefano fu il primo edificio religioso cristiano ad essere edificato nel territorio di Rapallo. Il primo documento ufficiale che ne afferma la presenza fu un atto di vendita del luglio 1155 dove una tale Benedetta vendette a Oberto Cancelliere la metà di una casa situata "ab ea parte quae est versu Sanctum Stephanum".
La sua costruzione dovrebbe risalire pressappoco ad un periodo antecedente la vicina basilica dei Santi Gervasio e Protasio, edificio sorto per volere degli Ambrosiani durante il loro esilio diocesano da Milano a Genova. Un'altra ipotesi vede la sua edificazione come chiesa di un'antica congregazione monastica o di un cimitero.
La chiesa, costruita nel centro storico in posizione elevata per evitare le inevitabili inondazioni del torrente San Francesco, divenne sede dal 1263 della neo costituita confraternita dei Disciplinanti. Fu il 19 giugno del 1541 che venne concessa in giuspatronato da papa Paolo III alla nobile famiglia rapallese dei Della Torre, esercitandone il patronato per i tre secoli successivi e nominando egli stessi i vari prepositi fino al 1859.
Nel corso della seconda guerra mondiale subì diversi danni alla struttura tanto che, nel 1958 e ancora nel 1963, furono approvati lavori di recupero degli interni e degli esterni; nel febbraio del 2012 si sono conclusi i lavori di rifacimento dell'intera facciata, quest'ultima danneggiata qualche anno prima da un fenomeno piovoso che ne staccò alcuni pezzi.
Oggi la pieve è sede della Confraternita dei Neri e dell'omonimo oratorio. Nel periodo natalizio viene allestito al di sotto della cantoria e dell'organo a canne un tipico presepe genovese a cura della stessa confraternita e di volontari.
Addossata alla struttura e alla destra del complesso vi è la torre civica, opera in pietra a vista edificata nel 1443 quale simbolo della pace raggiunta tra le principali famiglie del borgo rapallese e oggi simbolo stesso dell'ente civico. La torre, proprio per la sua attigua posizione, viene erroneamente associata quale torre campanaria della pieve di Santo Stefano mentre, nella realtà, l'edificio è dotato altresì di un piccolo campanile in stile barocco, che è posizionato nella zona retrostante e alla sinistra del complesso medievale.